# 吉林市汽车生活广播
吉林市汽车生活广播，其前身是吉林市广播松花江之声，是吉林市人民广播电台的一个频道，于2011年12月26日开播。内容以汽车及生活节目为主，广播范围为吉林市全部，全日24小时播放。

## 主要节目
- 微博观天下
- 一路阳光
- 玩乐逗翻天
- Music楠高音
- 城市私家车
- 石头会说话
- 大回小回
- 欢喜冤家
- 楼市江湖
- 一路畅通
- 越来越动听
- 爱上经典

## 播出频率
吉林市
| 发射地 | 频率       |
| 昌邑区 | FM 88.3MHz |